# Peloptulus reticulatus
Peloptulus reticulatus är en kvalsterart som beskrevs av Mihelcic 1957. Peloptulus reticulatus ingår i släktet Peloptulus och familjen Phenopelopidae. Inga underarter finns listade i Catalogue of Life.